# Sant'Ambrogio di Valpolicella
Pour les articles homonymes, voir Sant'Ambrogio.
Sant'Ambrogio di Valpolicella est une commune italienne de la province de Vérone dans la région Vénétie en Italie.

## Administration
| Période                                  | Période | Identité | Étiquette | Qualité |
| ---------------------------------------- | ------- | -------- | --------- | ------- |
|                                          |         |          |           |         |
| Les données manquantes sont à compléter. |         |          |           |         |

### Hameaux
Domegliara, Ponton, Monte, San Giorgio, Gargagnago

### Communes limitrophes
Cavaion Veronese, Dolcè, Fumane, Pastrengo, Pescantina, Rivoli Veronese, San Pietro in Cariano